# Козаревец (област Велико Търново)
 За другото българско село вижте Козаревец (област Стара Загора).  
Козаревец е село в Северна България. То се намира в община Лясковец, област Велико Търново.

## География
Козаревец е село в близост до река Янтра, предимно равнинно с обширни ниви. Надморска височина 75 метра и площ 1960 хектара.

## История
Възникването на с. Козаревец е сравнително късно – през 18 век.
В летописните бележки от старите учители Янко Хаджиилиев, Иван Банков и свещеник Йордан Йовков заселищата на селото са били сменяни на три места, като за последно се счита заселването при построяването на църковния храм. Учредяването на Църковната енория става през 1844 г., а построяването на църквата „Света Параскева – Петка Търновска“ през 1850 г. Първото килийно училище е открито през 1855 г. С нарастване на нуждите на селото е простроено второто училище през 1894 г., а третото и последно – през 1938 г. Данни за първата местна власт е към 1900 г. с първи кмет Иван Банков, като Кметствата са се местили от къщите на Илия Йорданов – 1922 г., Тодор Иванов Илиев – 1932 г., Васил Вълков – 1934 г., последна е сегашната общинска сграда построена през 1934 г.
По време на терора, последвал Деветосептемврийския преврат от 1944 година, в местността „Мешето“ край селото комунистите извършват масово избиване на свои противници от цяло Търновско и Горнооряховско.

## Икономика
В с. Козаревец има много промишлени предприятия: маслобойна, сладкарска къща, завод за биогориво, мебелен цех, автокъща за специализиран транспорт, фирма за добив и преработка на инертни материали и строителство, КПК ”Доверие” – земеделска кооперация; фирми, занимаваща се със земеделие в община Лясковец. При селото е разположена и складова база на Държавна агенция „Държавен резерв и военновременни запаси“.

## Население
Численост на населението според преброяванията през годините:
| \| Година на преброяване \| Численост \| \| --------------------- \| --------- \| \| 1934 \| 2022 \| \| 1946 \| 2135 \| \| 1956 \| 2003 \| \| 1965 \| 1893 \| \| 1975 \| 1770 \| \| 1985 \| 1591 \| \| 1992 \| 1282 \| \| 2001 \| 1117 \| \| 2011 \| 887 \| \| 2021 \| 845 \| |           |
| Година на преброяване | Численост |
| 1934 | 2022      |
| 1946 | 2135      |
| 1956 | 2003      |
| 1965 | 1893      |
| 1975 | 1770      |
| 1985 | 1591      |
| 1992 | 1282      |
| 2001 | 1117      |
| 2011 | 887       |
| 2021 | 845       |

### Етнически състав
Преброяване на населението през 2011 г.
Численост и дял на етническите групи според преброяването на населението през 2011 г.:
|                     | Численост | Дял (в %) |
| Общо                | 895       | 100.00    |
| Българи             | 891       | 99.55     |
| Турци               | 0         | 0.00      |
| Цигани              |           |           |
| Други               | 3         | 0.33      |
| Не се самоопределят |           |           |
| Неотговорили        | 0         | 0.00      |

## Религии
100% православни

## Обществени институции
През 1899 г. е създадено читалище „Земеделец“. През годините са съществували хор за двугласно пеене, музикални школи по акордеон, пиано, цигулка и китара, група за автентичен фолклор, танцова група, детски хор и други. През 1897 г. е изнесено първото театрално представление „Кара Танас“. Други поставени класически произведения са „Под игото“, „Големанов“, „Боряна“, „Гераците“, „Ревизор“, „Скакалци“ и други.
Театралната трупа е лауреат на V и VI Републикански фестивали на художествена самодейност. Отличена е с един златен, осем сребърни и шестнадесет бронзови медала. Носител на престижни награди от I, II и III Регионални празници на любителските читалищни театри.
Председател на читалището до 2017 г. е Парашкев Парашкевов. Режисьор на състава за сезон от 2006 – 2020 г. е актрисата от Великотърновския театър Стефка Петрова.
През 2010 г. е взето решение за затваряне на ОУ „Св. св. Кирил и Методий“.
Културен клуб на пенсионера „Здравец“ – с функционирането на група за стари градски и народни песни. 

## Културни и природни забележителности
- Паметник в чест на загиналите във войните за освобождението на България козаревчани
- Паметна плоча в чест на родената в Козаревец актриса Мариана Пенчева Димитрова (1954 – 2005)
- Народно читалище „Земеделец“, основано през 1899 г.

- Кметството
- Читалището „Земеделец - 1899“
- Църквата „Света Параскева – Петка Търновска“
- Паметната плоча на Мариана Димитрова
- Военният паметник в центъра на селото
- Клубът на пенсионера с паметна плоча на Васил Левски
- Централният площад в селото

## Редовни събития
Селото е богато на културни прояви. Онези, които привличат над 500 души зрители от цялата община, са: ритуалът „Тулум -Ергенска  сватба“ (февруари) ,Тодоровден с традиционните кушии, Ден на кокошата чорба

## Личности
- - Мариана Димитрова (1954 – 2005), актриса
  - Александър Паунов (Ейдриън Уейн), автор на книги-игри, поп-фолк изпълнител (Алекс - “Бор в задния двор”)